# Habenaria edgarii
Habenaria edgarii är en orkidéart som beskrevs av Victor Samuel Summerhayes. Habenaria edgarii ingår i släktet Habenaria och familjen orkidéer. Inga underarter finns listade i Catalogue of Life.